# Pops orchestra
Un Pops Orchestra est un orchestre spécialisé, jouant de la musique légère et des arrangements de musique populaire,, généralement traditionnelle (c'est-à-dire antérieure aux années 1950), des arrangements de titres de comédies musicales, ainsi que des œuvres classiques parmi les plus populaires et répandues. Les orchestres Pops jouent aussi du jazz et des musiques de films. En France, après le Pop Symphonique, depuis 1999, devenu Pop Orchestra, à Rouen, composé de jeunes, le Star Pop Orchestra, créé en 2007 à Paris, est le premier orchestre professionnel du genre, puis le Sinfonia Pop Orchestra, créé en 2009, s'est aussi spécialisé dans ce domaine.
Les orchestres Pops sont généralement basés dans les grandes villes et sont distincts des formations plus « sérieuses », orchestres symphoniques ou philharmoniques qui peuvent exister dans la même ville. Mais la distinction n'est pas définitive : de nombreux orchestres symphoniques – par exemple, l'Orchestre symphonique de Détroit ou l'Orchestre philharmonique de Buffalo – ont mis en place des programmes Pops avec une certaine régularité.

## Origines
Le mot pops n'est pas fixé avant le milieu des années 1950 et peut désigner autant l'orchestre (Pops) que le concert (pops concert). Le genre est plus ancien et issu du concert promenade (sans chaises) qui existe depuis le XVIIIe siècle. Ces concerts promenade avaient lieu dès le début de l'été dans les jardins de Vienne ou de Londres (38 sites), où The Proms en 1895, reprend la contraction du mot français promenade. On trouve leur pendant à Boston dès 1885. Les musiciens américains voulaient jouer de la « musique légère de la meilleure classe ». Ce développement estival permettait aux musiciens d'être employés pendant les six mois de relâche de l'orchestre symphonique. 
Certains orchestres Pops ont été actifs sur de courtes périodes, comme les 101 Strings (en) (1957–1981) qui a laissé quantité de disques dans le genre Easy listening.

## Réputation

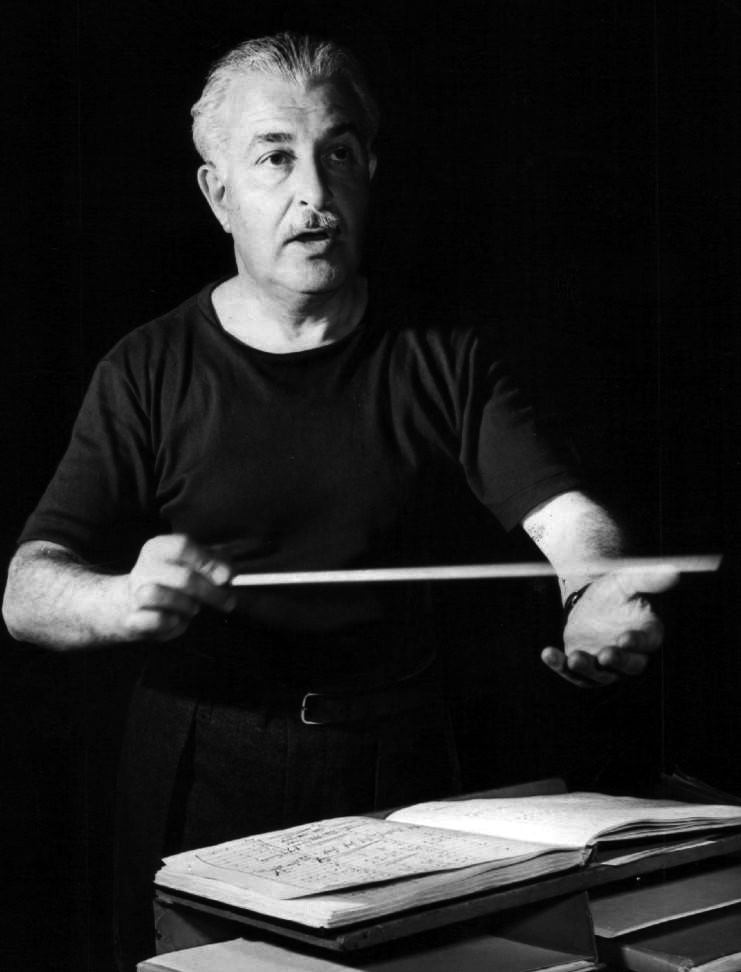
Arthur Fiedler (1968) dirige le Boston Pops.

Certains de ces orchestres sont associés à des chefs d'orchestre qui, par le concert et le disque, leur ont donné une tribune internationale. Il en est ainsi d'Arthur Fiedler (1930–1979) pour le Boston Pops, et d'Erich Kunzel (1977–2009) pour le Cincinnati Pops. 
Fiedler, d'abord altiste pendant une quinzaine d'années au sein de l'orchestre, l'a dirigé ensuite pendant presque quarante ans. Le succès national des bostoniens a valu à Fiedler, dès leur premier disque en 1935, de vendre un million de disques sous étiquette RCA, de « Jalousie » (1925) de Jacob Gade et de poursuivre l'élan jusque dans les années 1950 avec le record de l'orchestre le plus enregistré dans le monde. 
C'est aussi le cas de Erich Kunzel à Cincinnati qui a enchaîné les Grammy Awards durant plus de trente ans à la tête du Pops.

## Représentation

### Angleterre
- BBC concert orchestra – fondé en 1952 ;
- English Pops Orchestra[5] – fondé dans les années 1990 ;
- The London Pops Orchestra (and singers)[6] – fondé au début des années 1990 ;
- Norwich Pops Orchestra[7] – fondé en 2003.

### Australie
- Australian Pops Orchestra[8] ;
- Queensland Pops Orchestra[9] ;
- Brisbane City Pops Orchestra[10].

### États-Unis

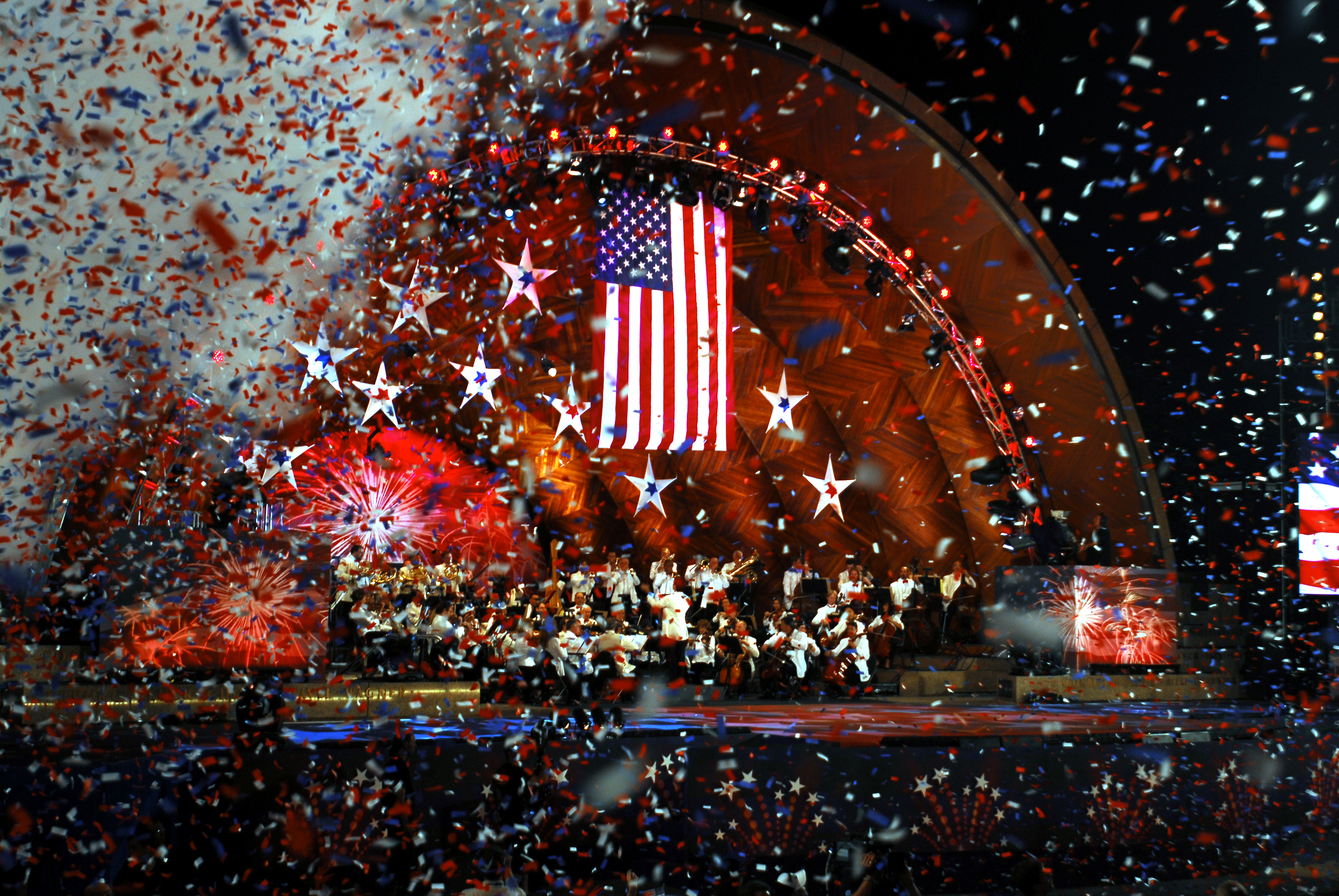
Le Boston Pops lors de l’Independence Days 2008.

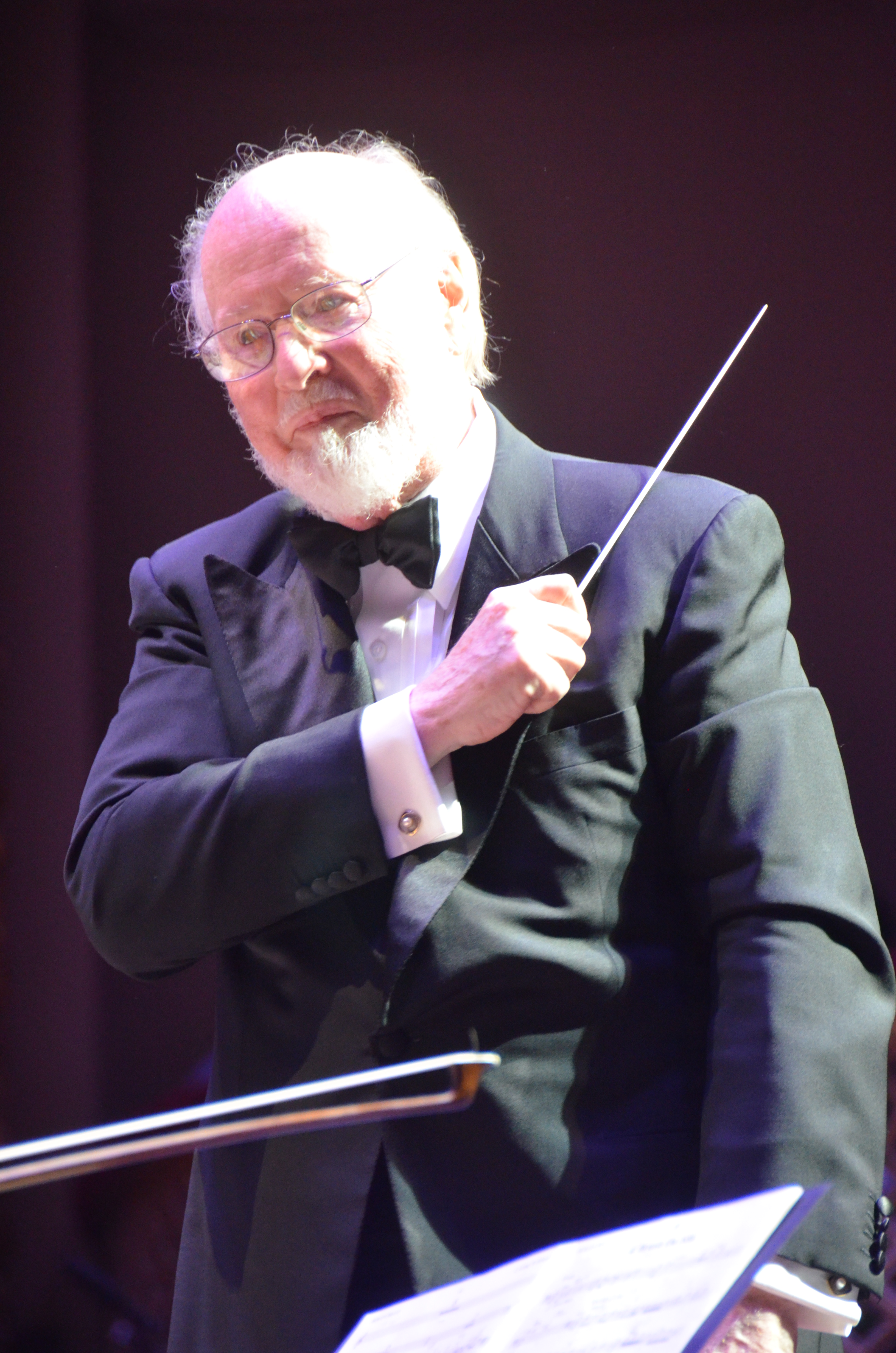
John Williams avec le Boston Pops en 2011.

- Atlanta Pops Orchestra – fondé en 1945 ;
- Austin Pops ;
- Bob Lappin and The Palm Beach Pops[11] ;
- Orchestre Boston Pops (Boston Pops Orchestra) – fondé en 1885 ;
- Carolina Pops Orchestra[12] ;
- Chattanooga Pops[13] ;
- Cincinnati Pops Orchestra (en) – fondé en 1977 ;
- Dallas Pops[14] ;
- Davenport Pops Orchestra[15] ;
- Cleveland Pops Orchestra (en) – fondé en 1995 ;
- Golden State Pops Orchestra (en)[16] – fondé en 2002 ;
- Harvard Pops Orchestra (en) ;
- Hollywood Bowl Orchestra ;
- Orchestre symphonique d'Indianapolis – l'été, depuis 1982 ;
- Minneapolis Pops Orchestra (en)[17] – fondé en 1950 ;
- National Symphony Orchestra ;
- The New York Pops (en)[18] – fondé en 1983 ;
- Panama City POPS Orchestra[19] ;
- Pasadena Symphony and POPS (en) ;
- Philly Pops (en) – fondé en 1979 ;
- Reno Pops Orchestra (en) – fondé en 1982 ;
- Salt Lake Pops Orchestra[20] ;
- San Francisco Pops Orchestra (en) – dès la fondation de l'orchestre en 1911 ;
- Tucson Pops Orchestra[21] ;
- University of Michigan Pops Orchestra (en) ;
- Urbana Pops Orchestra (en) – fondé en 2010.

### France
- Sinfonia Pop Orchestra (Paris) - fondé en 2009 ;
- Pop Orchestra (Rouen) - fondé en 1999 ;
- Star Pop Orchestra (Paris) - fondé en 2007.

### Indonésie
- Twilite Orchestra – (Jakarta) fondé en 1991.

### Nouvelle-Zélande
- New Zealand Pops Orchestra[22] – fondé en 2012.

### Philippines
- De La Salle University Pops Orchestra (en).